# Gödöllő
Gödöllő ([ˈgødølːøː], česky Jedlová, Jedľovo, Jedľová nebo Gedelov, německy Getterle) je okresní město v Maďarsku v župě Pest. Gödöllő leží asi třicet kilometrů severovýchodně od Budapešti, a rozkládá se na ploše 6 198 ha a žije v něm 32 131 obyvatel (stav z roku 2018). V severojižním směru jím protéká potok Rákos-patak.

## Dějiny

### Nejstarší období
Podle dochovaných dokladů bylo území obce od 14. století osídleno jen řídce. Přítomnost lidského osídlení zde nicméně byla již od doby kamenné. Za vlády římského císaře Konstantina I. bylo v okolí dnešního města zbudováno římské opevnění. Později byl v blízkosti dnešního města veden tzv. Csörzsův příkop (maďarsky Csörsz-árok).
První písemná zmínka o obci pochází z roku 1349. Záznamy uváděly obec s různými variantami názvu (Gudulleu, Gudullur, Gödöle, Gedellő), současný se ustálil až roku 1868. Vznikající obec se odtrhla od jiného sídla, s názvem Besnyő. Již tak slabá populace se ještě zmenšila během válek s Turky. Pod tureckou moc padla obec roku 1541, zůstalo zde pouze několik rodin. Po celou dobu turecké nadvlády se o obci nezachovaly záznamy.

### Moderní doba
Vzestup Gödöllő přišel až roku 1737, kdy panství získal významný uherský velkostatkář Antonín Grasalkovič I., který zde roku 1741 nechal vystavět zámek Gödöllő, největší barokní palác v Uhrách, jako své rodové sídlo. Navrhl jej Andreas Mayhoffer. Z jeho aktivit měla prospěch také obec, a to díky stavbám, které pro obec vystavěl, díky pozvání německých řemeslníků a získáním tržního práva roku 1763.

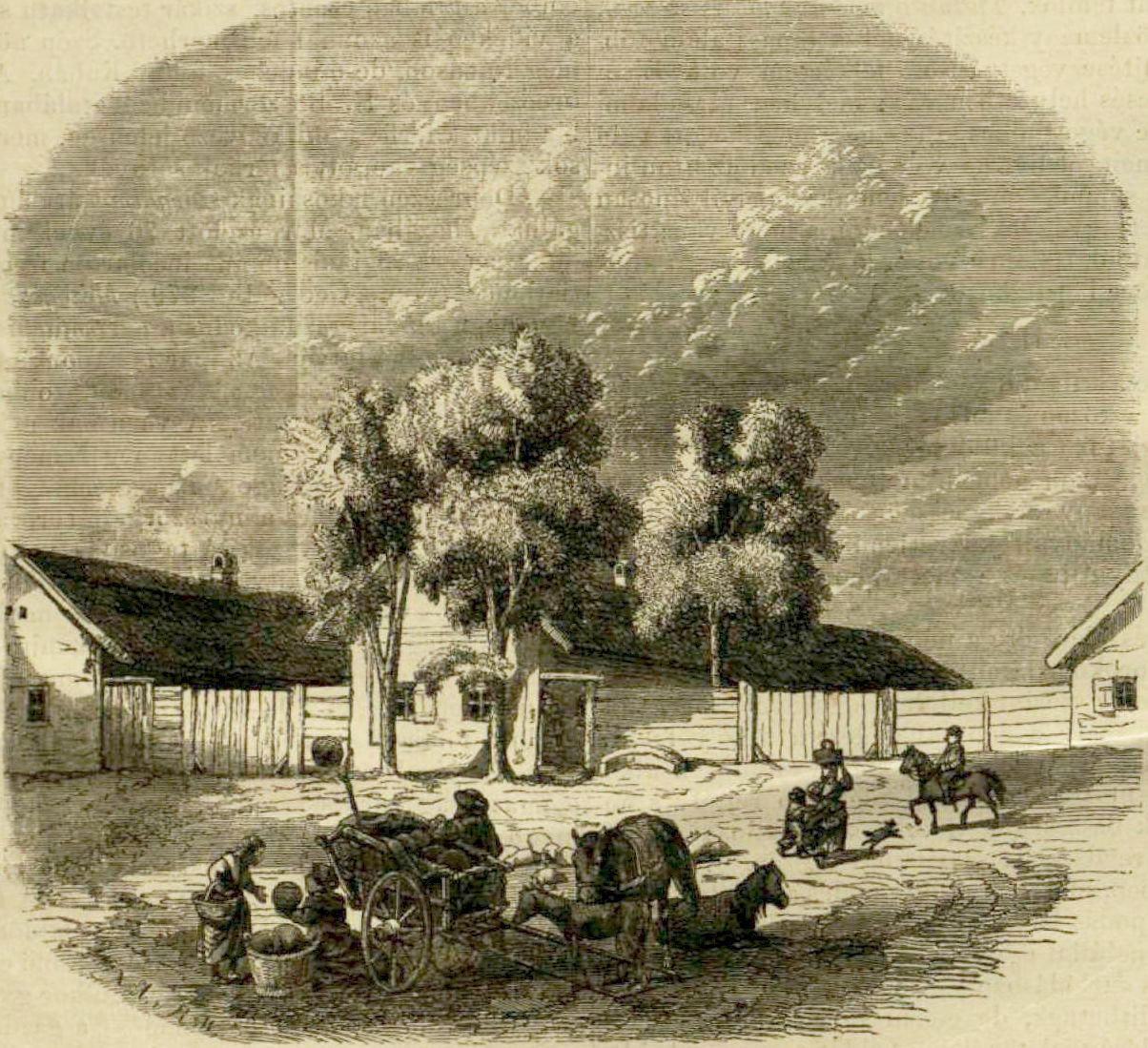
Místní statek, kresba z roku 1844

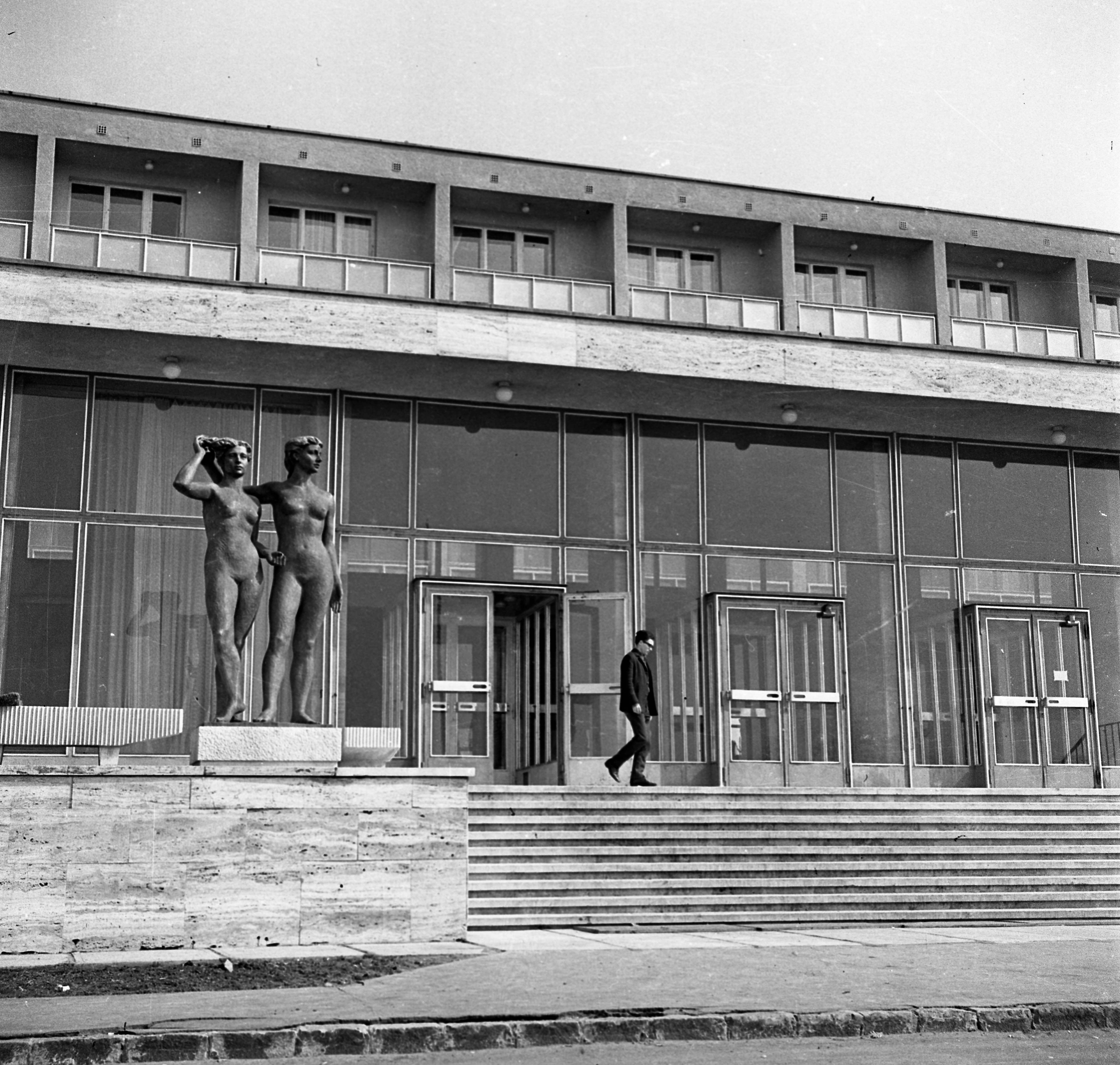
Jedna z budov univerzity v roce 1966

V blízkosti Gödöllő a Isaszegu dne 6. dubna 1849 velitel revolučních vojsk Artur Görgey porazil v bitvě u Isaszegu císařskou armádu. Na zámku také pobýval Alfred Windischgrätz. V roce 1850 místní panství odkoupil pešťský bankéř György Sina. O šestnáct let později jej prodal belgické bance, od níž jej v roce 1867 odkoupila uherská vláda a následně převedla zpět habsburské císařské rodině.
Po zániku rodu Grasalkovičů se vlastníky stal rod Sinů, který se pokoušel investovat do rozvoje obce. V tom byl velmi iniciativní především György Sina. Obnovil místní kostel a nechal přestavět zámek. Dnes jeho působení připomíná místní část Sinatelep. Nakonec ale panství připadlo uherskému státu, který jej roku 1867 daroval (rakouskému císaři a uherskému) králi Františku Josefovi I. u příležitosti oslav korunovace po rakousko-uherském vyrovnání. Časté návštěvy panovnického páru, zejména pak královny (císařovny) Alžběty, vedly k rozkvětu městečka Gödöllő coby světského letoviska pro budapešťské šlechtické rodiny a vzniku tomu odpovídající infrastruktury. V roce 1874 městečka dosáhla i železniční trať. Právě zde se v závěru první světové války dozvěděl Karel I. o rozpadu Rakousko-Uherska. Svojí funkci reprezentativního letoviska si město uchovalo ve zmenšeném měřítku i v meziválečném čase jako letní sídlo maďarského regenta Miklóse Horthyho.
V roce 1890 zde žilo 4844 obyvatel, z toho 4600 Maďarů, 123 Němců, 61 Slováků. 262 osob bylo židovského vyznání. V závěru první světové války se rakousko-uherský panovník uchyloval do Gödöllő stále častěji, nejspíše ve vědomí blížící se porážky.

### Dvacáté století
V letech 1901 až 1920 se zde nacházela také secesní umělecká kolonie. Do letoviska zasáhly i události spojené s vznikem Maďarské republiky rad; v roce 1919 zde sídlil generální štáb maďarské rudé armády. V souvislosti se zřízení maďarské republiky rad zde byla na jaře 1919 ustanovena komise, která se měla věnovat znárodnění podniků a průmyslu. Vzhledem k tomu, že výroba zde byla velmi malá, uvedená rada se zabývala především znárodnění místních statků. Revoluční režim se nicméně zdráhal ničit nemovitosti spojené s rakousko-uherskou monarchií, a tak byl původní zámek uchován.
V roce 1933 se zde konalo 4. celosvětové skautské Jamboree. Do druhé světové války vedla železnice i středem města do Véresegyházu, jak dokládají mapy maďarského vojenského mapování z roku 1941. Trať byla provozována v letech 1908 až 1970. Ve městě působilo po krátkou dobu také gymnázium, které bylo organizováno místními premonstráty. Působilo během druhé světové války.
V závěru druhé světové války zde byl umístěn zajatecký tábor Rudé armády, ve kterém bylo až 50 000 lidí. Za války byl palác poničen.
Za socialismu došlo k pokusům o zmírnění „buržoazního“ vzezření místa. Okolo středu Gödöllő vyrostla panelová sídliště, zasazená do okolních parků. Padla jim za oběť i část nejstarší zástavby severozápadně od původního zámku. Umístěna byla tak, aby vyplnila volný prostor mezi venkovskými domy a vznikla tak souvislá plocha městské zástavby. Výjimkou je sídliště Palotakert nedaleko místního nádraží. Roku 1962 byl dokončen místní vysílač.
Došlo také ke zprůmyslnění. Již v roce 1950 byla otevřena továrna na výrobu měřících přístrojů. Rovněž došlo k přenesení hlavního sídla zemědělské Univerzity svatého Štěpána Gödöllő. Univerzita získala vlastní kampus jihovýchodně od středu města. Od jeho zbytku je oddělen železniční tratí a nádražím.
Od 1. ledna 1966 je Gödöllő městem.
Současné autobusové nádraží bylo dáno do užívání roku 1986. Po převratu roku 1989 se město muselo vyrovnat s nelehkou proměnou na společnost zaměřenou na služby zákazníkům. Od roku 2006 se u nedaleké dálnice nachází průmyslová zóna. Roku 1990 po odchodu poslední sovětské posádky ubytované v královském zámku 1990 byl rozsáhle zrekonstruován a přestavěn na kulturní centrum. V zámku je možné si pronajmout místnosti k různým slavnostním příležitostem (svatby apod.).
Město získalo značnou pozornost v roce 2011 v souvislosti s evropským předsednictvím Maďarska. Řada jednání se konala právě zde. Kromě toho se zde pořádají i jiná setkání mezinárodních organizací, např. ASEM nebo ASEAN.
Další ekonomický rozvoj města v 21. století souvisel s výstavbou maďarské dálniční sítě, na kterou jsou napojené místní logistické areály a průmyslové zóny. Největší z nich se nachází na jihozápadním okraji města. Značný byl také trend suburbanizace Budapešti, díky němuž ve městě přibylo jen v letech 1990 až 2016 na zhruba pět až šest tisíc obyvatel.

## Hospodářství
Tradičním zdrojem obživy místních obyvatel bylo zemědělství. Stálo zde několik zemědělských výzkumných podniků, které působily již před druhou světovou válkou.
V roce 2011 zde maďarská pošta zvažovala postavit logistické centrum, od záměru ale upustila.
Průmyslová zóna (maďarsky Gödöllői Üzleti Park) se nachází u dálnice M31 a silnice celostátního významu č. 3 (její předchůdkyně). Slavnostně byl otevřen jako Inovační a logistický průmyslový park v roce 2006. V roce 2017 v něm působilo 34 společností a bylo využita jedna třetina jeho celkové plochy. Rozsah činnosti zde založených firem je velmi rozmanitý, působí zde podniky chemického, potravinářského průmyslu, obchodu, strojírenství a polygrafie.

## Doprava
Okolo města prochází dálnice M3 a dálnice M31. Středem města potom vede západo-východním směrem silnice č. 3 celostátního významu. Ta vede samotným středem města v původní trase, která existovala již v 19. století. 
Vede tudy také železniční trať Budapešť–Hatvan. Od ní se zde odpojuje příměstská trať, která směřuje do Budapešti přes obec Mogyoród a kterou využívají vlaky systému HÉV. Ta zde má několik stanic, ta hlavní je umístěna přímo v samotném centru města (Gödöllő, Szabadság tér), zatímco hlavní nádraží leží na jihovýchodním okraji. Hlavní stanice byla v roce 2022 zrekonstruována.
Kromě toho zde funguje lesní železnice.

## Společnost

### Školství
V Gödöllő působí Univerzita Svatého Štěpána, která vznikla v roce 2000 sloučením Univerzity veterinárního lékařství, Univerzity zemědělských věd v Gödöllő, Vysoké školy zahradnické a potravinářské, Vyšší odborné školy pedagogické v Jászberény a Technické univerzity Ybla Miklóse. Nachází se zde také některé části Korvínovy univerzity, která má hlavní sídlo v maďarské metropoli Budapešti. Sídlí tu také Hudební škola Frédérica Chopina a pět základních škol.

### Kultura

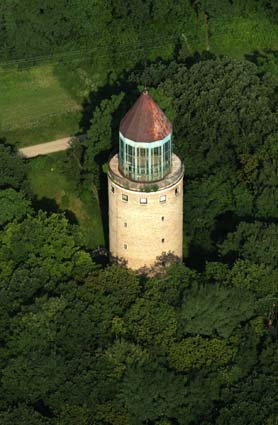
Vodní věž v Gödöllő

Na jižním okraji města se nachází městské lázně (maďarsky Városi uroda), a to v blízkosti hlavního nádraží. V samotném centru Gödöllő potom stojí rozsáhlá budova uměleckého domu (maďarsky művészetek háza. Zajímavá je budova bývalé radnice a dnes Hotel královny Alžběty, postavený v secesním stylu. Z dvacátých let 20. století také pochází Chopinova socha v Gödöllő.
Město je obklopeno ze severu a ze západu hustými lesy a četnými turistickými trasami. Mezi oblíbené výletní cíle zde patří např. zámeček Babati Istállókastély. V samotném městě se nachází nedaleko zmíněného zámku také dolní park (maďarsky Alsó park). Horní park (maďarsky Felső park) potom přiléhá k samotnému zámku. 
V blízkosti Gödöllő byl zřízen okruh Hungaroring pro závody Formule 1 společně se zábavním parkem. V nejbližším okolí se nacházejí také lázně, zábavní park u Hungaroringu a Veresegyház.
V zámku Hamvay sídlí městské kino a městské muzeum. Arboretum Gödöllő bylo založeno v roce 1902 na ploše o rozloze 190 hektarů a jeho finální úprava byla dokončena v roce 1914. Dnes je známé pod názvem Arbo-park. Před druhou světovou válkou bylo považováno za nejvýznamnější arboretum v Maďarsku.
V roce 1992 byl v rámci Maďarského dne svobody odhalen tzv. Světový strom (maďarsky Égig érő), 9,3 m vysoká dubová skulptura. Sochu v roce 2008 poškodila vichřice a v roce 2010 bylo předáno 7 metrů vysoké nové dílo na dva metry vysokém kamenném podstavci.

## Osobnosti
- Anton I. Grasalkovič (1694 – 1771), uherský šlechtic a politik
- József Dzurják, fotbalista
- Károly Grósz, komunistický politik a premiér Maďarska v 80. letech 20. století
- Imré Nagy, vyučoval na místní vysoké škole.[15]

## Galerie

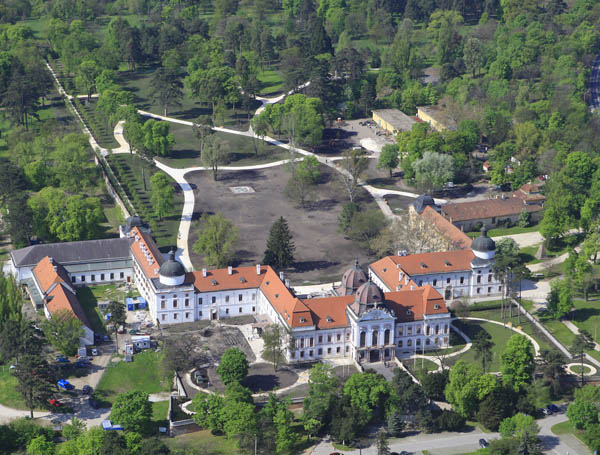
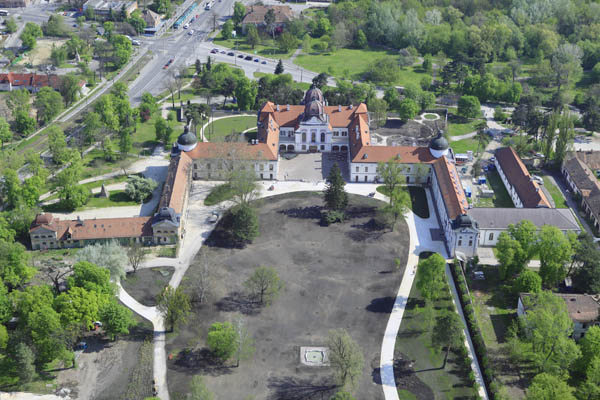
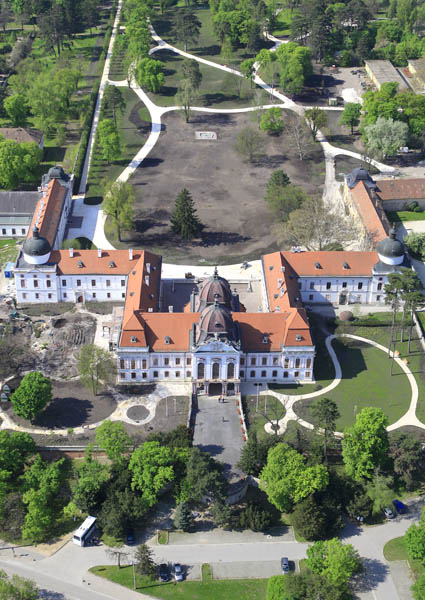
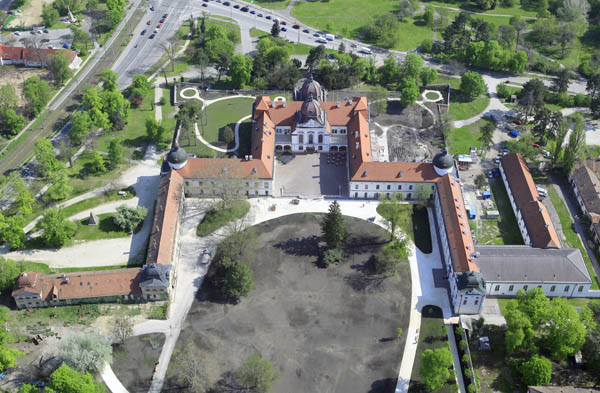

## Partnerská města
- Aichach (Německo)
- Bad Ischl (Rakousko)
- Bogor (Indonésie)
- Gießen (Německo)
- Laxenburg (Rakousko)
- Turnhout (Belgie)
- Valdemoro (Španělsko)
- Wageningen (Nizozemsko)
- Brandýs nad Labem-Stará Boleslav (Česko)